# L'École du Prieuré
L'École du prieuré (The Adventure of the Priory school en version originale), est l'une des cinquante-six nouvelles de Sir Arthur Conan Doyle mettant en scène le détective Sherlock Holmes. Elle est parue pour la première fois le 30 janvier 1904 dans l'hebdomadaire américain Collier's Weekly, avant d'être regroupée avec d'autres nouvelles dans le recueil Le Retour de Sherlock Holmes (The Return of Sherlock Holmes).

## Résumé

### Mystère initial
M. Thorneycroft Huxtable, directeur d'une école primaire prestigieuse dans le nord de l'Angleterre, arrive à l'appartement de Holmes et Watson dans un grand état d'épuisement et de stress. Dans son école, un jeune garçon de douze ans nommé lord Saltire et un professeur d'allemand nommé Heidegger ont disparu pendant la nuit, trois jours plus tôt. Or, lord Saltire est le fils du duc de Holdernesse, un ancien ministre. L'enquête de police n'aboutissant pas, Huxtable a pris la décision de consulter le détective, en le mettant ainsi dans la confidence d'une affaire qui ne doit pas s'ébruiter pour ne pas nuire à la réputation du ministre.
Les seuls éléments que l'enquête a pu déterminer sont les suivants : lord Saltire est sorti du dortoir par la fenêtre en se tenant au lierre, en étant visiblement habillé pour l'extérieur. Il ne disposait pas de bicyclette, et aucune autre n'a été emportée dans la remise. Quant au professeur Heidegger, il semble qu'il soit sorti lui aussi par la fenêtre de son dortoir en s'accrochant au lierre, mais ne s'est pas entièrement habillé pour l'extérieur, ses chaussettes et sa chemise étant restées dans le dortoir. Sa bicyclette ayant disparu de la remise, il est probable qu'il l'ait emportée avec lui. Heidegger et lord Saltire ne se connaissaient pas, et personne ne les a vus partir, il est donc encore impossible de savoir si ces deux personnages sont partis de leur plein gré ou ont été enlevés.

### Résolution
Holmes et Watson partent avec Huxtable vers Mackleton pour enquêter sur les lieux du mystère. Une fois arrivés, les trois personnages rencontrent le duc de Holdernesse et son secrétaire James Wilder, qui sont tous deux irrités par la décision qu'a pris Huxtable de mettre deux inconnus dans la confidence. Le duc donne toutefois son feu vert à Holmes pour qu'il essaie de retrouver son fils. Holmes a par ailleurs appris que lord Saltire était très attaché à sa mère, et que celle-ci est partie vivre dans le sud de la France car elle ne s'entendait plus avec son mari le duc. Dans la soirée, Holmes part inspecter les dortoirs de l'école, sans trouver de nouveaux éléments par rapport à ceux déjà rapportés. Grâce à une carte des environs, il lui est possible de réfléchir sur le trajet qu'ont pu suivre les deux disparus. Une seule route passe devant l'école. Or d'un côté de la route, un policier a patrouillé toute la nuit, et de l'autre côté, une auberge attendait la venue d'un médecin et a guetté toute la nuit. Personne n'a vu passer les deux disparus. Holmes en déduit qu'ils sont tous deux partis par la lande et non par la route.

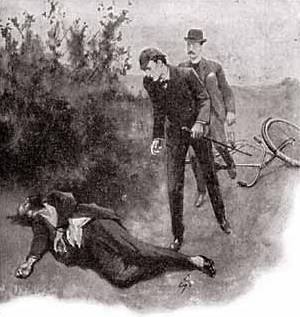
Holmes et Watson, découvrant le corps de Heidegger.

Le lendemain matin, Holmes et Watson partent inspecter la lande. Outre des traces de pas de vache qui n'ont pas d'intérêt, ils y trouvent la trace de pneu de la bicyclette de Heidegger. En suivant cette trace, ils finissent par découvrir, caché derrière un bosquet, le corps sans vie du professeur avec une importante blessure au front. Les deux hommes continuent leur enquête, et parviennent jusqu'à une nouvelle route au bord de laquelle se trouve une auberge tenue par un certain Reuben Hayes, attenante à une écurie et à une forge. Hayes semble avoir de la rancœur envers le duc dont il était autrefois le cocher. Les deux amis mangent à l'auberge, et c'est pendant le repas que Holmes se rend compte que les traces de vaches vues sur la lande n'étaient pas normales : leur disposition laissait entendre que les animaux étaient capables de trotter comme de galoper ; il s'agissait donc de chevaux. Alors que Holmes et Watson inspectent l'écurie puis la forge, Hayes les aperçoit et se montre très en colère, et les deux compagnons s'en vont. Sur la route du retour, Holmes et Watson croisent sans se faire voir James Wilder sur une bicyclette, le secrétaire se dirigeant vers l'auberge suspecte. Les deux compagnons reviennent discrètement vers l'auberge. Seule une pièce de l'étage est allumée, et Watson fait la courte échelle à Holmes pour que celui-ci jette un œil par le carreau. Holmes ne communique pas immédiatement sa découverte à Watson.
Le lendemain, Holmes et Watson se rendent chez le duc. Holmes déclare alors devant l'ancien ministre qu'il l'a vu, la veille au soir, par le carreau, en compagnie de son propre fils. Il l'accuse donc d'avoir orchestré sa disparition. Le duc reconnaît qu'il sait désormais où est son fils, mais explique à Holmes qu'il ne l'a pas enlevé : c'est en réalité James Wilder qui a attiré le jeune garçon en dehors du dortoir en glissant dans une lettre de son père un mot affirmant qu'un véhicule l'attendrait dans la plaine pour le ramener jusqu'à sa mère pour qui il a beaucoup d'affection. James Wilder voulait en fait attirer l'enfant dans un piège pour l'enlever. Wilder a fait cela car il est en réalité un fils illégitime du duc, et qu'il était extrêmement jaloux de lord Saltire qui hériterait du duc sans que lui, Wilder, touche une part qu'il estime légitime. Le chantage fait au duc lui aurait permis que ce dernier modifie son testament. Cependant, l'opération a mal tourné car le professeur d'allemand a vu le jeune garçon s'enfuir du dortoir, et est parti précipitamment à sa poursuite à bicyclette. Le cocher du véhicule transportant lord Saltire, qui n'était autre qu'Hayes, s'est débarrassé du poursuivant par un violent coup de canne, faisant de lui un meurtrier. Le duc, qui souhaite que l'affaire s'apaise, a finalement convenu avec James Wilder que celui-ci parte en Australie pour ne pas être jugé, que Hayes puisse s'échapper bien qu'il soit probablement retrouvé et jugé, et que sa femme revienne de France pour le bien de lord Saltire. Holmes découvre à la toute fin de l'aventure les fers à cheval en forme de pattes de vaches utilisés par les chevaux du véhicule conduit par Hayes lors de l'enlèvement du garçon.

### Allusions à des enquêtes inédites
Au début de la nouvelle, Holmes affirme travailler déjà sur deux autres enquêtes qu'il désigne comme « l'affaire des documents Ferrers » et « le meurtre Abergavenny ». Ces aventures parallèles sont inédites.

## Débat autour de la nouvelle
Dans cette nouvelle, Sherlock Holmes affirme qu'il est possible de déduire la direction d'une bicyclette en observant les traces que celle-ci a laissées sur un sol meuble : la roue arrière doit, selon lui, laisser une empreinte plus profonde que la roue avant du fait qu'elle supporte davantage le poids du cycliste. Ainsi, il suffirait d'observer la manière dont les traces de la roue arrière recouvrent les traces de la roue avant dans les lignes courbes pour déduire la direction de la bicyclette. À la suite de la publication de la nouvelle, Arthur Conan Doyle a reçu de nombreuses lettres de lecteurs faisant remarquer que cela était impossible : même en parvenant à distinguer la trace de la roue avant par rapport à la trace de la roue arrière, le recouvrement de l'une par l'autre ne pourrait pas donner d'indication de direction. Arthur Conan Doyle, intrigué par ces remarques, décida de vérifier la question avec sa propre bicyclette. Il écrivit en 1923 : « je sortis ma bicyclette pour tenter l'expérience. [...] Je vis que mes correspondants avaient raison et que je m'étais trompé, car les traces restaient les mêmes quelle que soit la direction empruntée. D'un autre côté, la bonne solution était encore plus simple puisque, sur une lande accidentée, les roues s'impriment plus profondément à la montée qu'à la descente : l'interprétation de Holmes se trouvait donc confirmée ».

## Adaptations
La nouvelle a été adaptée en 1986 dans la série télévisée Sherlock Holmes. Cet épisode est le 19e de la série.

## Livre audio en français
- Arthur Conan Doyle, L'École du prieuré [« The Adventure of the Priory School »], Paris, La Compagnie du Savoir, coll. « Les enquêtes de Sherlock Holmes », 2011 (EAN 3760163659831, BNF 42478231)Narrateur : Cyril Deguillen ; support : 1 disque compact audio ; durée : 1 h 19 min environ ; référence éditeur : La Compagnie du Savoir CDS089. Le nom du traducteur n'est pas indiqué. Le livre audio et sa notice BnF ne recourent pas à la majuscule au mot « prieuré ».